# Pușcașii letoni
Pușcașii letoni au fost unități militare formate începând cu anul 1915 în Letonia, având ca scop apărarea teritoriilor baltice împotriva agresiunii germane în timpul primului război mondial. La început, batalioanele au fost formate din voluntari, dar din 1916 s-au început înrolările obligatorii în rândul populației letone. Divizia de pușcași letoni a numărat pâna la 40.000 de soldați. 
Din 1915 până în 1917, pușcașii letoni au luptat în cadrul armatei țariste împotriva pozițiilor germane de-a lungul râului Daugava. În decembrie 1916 și ianuarie 1917, pușcașii letoni au suferit pierderi grele în bătăliile de Crăciun, o serie de lupte care au durat aproximativ o lună. Luptele au început printr-un atac surpriză în ziua de Crăciun asupra pozițiilor germane. În ciuda pierderilor grele, pușcașii letoni au reușit să străpungă liniile inamicului, dar eforturile lor au fost irosite de comandanții militari ruși, care nu au sprijinit și nu au continuat atacul. Armata rusă a pierdut aproximativ 26.000 de soldați în atacul eșuat. Pierderile includ și pe cei 9.000 de letoni căzuți pe câmpul de luptă, o treime din numărul total al Diviziei letone. Pierderile grele suferite de letoni au fost unul dintre motivele principale ale resentimentelor puternice ale pușcașilor fața de generalii ruși și față de țar. Aceste resentimente au dus la apariția sprijinului pentru bolșevicii care erau apărătorii încheierii războiului. 

## Pușcașii roșii letoni
În 1917, un mare număr de pușcași letoni au trecut de partea bolșevicilor. Ei au devenit cunoscuți ca pușcașii roșii letoni (красные латышские стрелки) și au participat activ la Războiul Civil Rus. Letonii au luat parte la înăbușirea revoltelor antibolșevice din Moscova și Iaroslavl în 1918. Ei au lupta împotriva lui Denikin, Iudenici și Wrangel. În 1919, Divizia letonă a primit cel mai înalt ordin sovietic din acele timpuri – ordinul Steagul Roșu de Onoare a VȚIK. Ofițerul leton Jukums Vācietis a fost primul comandant suprem al Armatei Roșii. Pușcașii roșii letoni au luat parte la tentativa din 1919 de stabilire a unui stat sovietic în Letonia. Ei au fost învinși de voluntarii germani baltici în luptele din vestul Letoniei și de nou formata armată națională letonă, aliată cu armata poloneză, în Letonia răsăriteană. 
11.395 foști pușcași roșii letoni s-au repatriat după tratatul de pace dintre Letonia și Rusia bolșevică din 1920. Alți pușcași letoni au rămas în Rusia și au ocupat funcții importante în cadrul Armatei Roșii, a Partidului Bolșevic sau ai CEKA. Cei mai mulți dintre ei au fost arestați sau executați în timpul Marii Epurări, o perioadă în care Partidul Comunist Leton a fost ținta preferată pentru epurări. 
Modul în care sunt apreciați în ziua de azi pușcașii roșii letoni este o chestiune foarte controversată. Se mai discută încă dacă statuia acestora din Riga să fie sau nu demolată, în condițiile în care ei sunt considerați când pro-comuniști, când pro-letoni.